# Талль, Ибрагим
Ибрагим Толл (фр. Ibrahim Tall, род. 23 июня 1981, Обервилье) — сенегальский и французский футболист, центральный защитник швейцарского клуба «Мерен».

## Карьера
Профессиональную карьеру начал в составе клуба «Луан-Кюизо». В 2002 году перешёл в «Сошо». В 2004 году вместе с командой выиграл Кубок лиги.
В августе 2005 года перешёл в «Хартс». Тренер клуба Джордж Берли заявил, что этот трансфер был проведён по инициативе владельца команды Владимира Романова. В результате первые семь месяцев карьеры в клубе игрок провёл на скамейке запасных. Дебютировал за клуб Талль в апреле 2006 года, получив место в составе из-за травмы Жозе Гонсалвеша и перевода в дубль Энди Уэбстера. Свой шанс игрок использовал и до конца сезона играл в центре обороны в паре со Стивеном Прессли. По итогам сезона 2005/06 «Хартс» стал обладателем Кубка Шотландии.
26 июля 2006 года забил мяч в ворота клуба «Широки-Бриег» в первой в истории клуба игре в Лиге чемпионов.
Летом 2008 года Талль покинул «Хартс» и подписал двухлетний контракт с «Нантом». С 2010 по 2012 год играл за греческую «Ларису».
С 2012 года выступает в Швейцарии.
С 2003 по 2005 провёл шесть матчей за сборную Сенегала, входящих в реестр ФИФА.

## Достижения
Сошо:
- Обладатель Кубка лиги: 2003/04

 Хартс:
- Серебряный призёр чемпионата Шотландии: 2005/06
- Обладатель Кубка Шотландии: 2005/06